# Fabrizio De André e PFM - Il concerto ritrovato
Fabrizio De André e PFM - Il concerto ritrovato è un film documentario del 2020 diretto da Walter Veltroni.
La pellicola è prodotta da Sony Music con Except.

## Trama
Il docufilm riporta in vita le registrazioni di un concerto svoltosi il 3 gennaio 1979 presso il padiglione C della Fiera di Genova, ripercorrendo il sodalizio artistico tra Fabrizio De André e la Premiata Forneria Marconi (PFM) raccontando i ricordi di chi quei momenti li visse in prima persona: dai componenti del gruppo della PFM (Franz Di Cioccio, Patrick Djivas, Franco Mussida e Flavio Premoli), dalla compagna di De André, Dori Ghezzi, fino agli studiosi Piero Frattari e Guido Harari e il cantautore David Riondino, che in quel periodo apriva i concerti della tournée.

### Le tracce del concerto
Tutte le canzoni sono arricchite dai testi scritti a mano da Fabrizio De André, che scorrono sullo schermo mentre si dipana il concerto.
Testi di Fabrizio De André (eccetto dove indicato), arrangiamenti della PFM.
1. La canzone di Marinella – 4:03
2. Andrea – 5:29 (Fabrizio De André e Massimo Bubola)
3. Il testamento di Tito – 5:51 (testo: Fabrizio De André, – musica: Corrado Castellari e Fabrizio De André)
4. Un giudice – 3:36 (testo: Fabrizio De André, Giuseppe Bentivoglio – musica: Nicola Piovani e Fabrizio De André)
5. Giugno '73 – 4:31
6. La guerra di Piero – 3:30
7. Amico fragile – 9:27
8. Zirichiltaggia – 2:36 (Fabrizio De André e Massimo Bubola)
9. Rimini – 4:08 (Fabrizio De André e Massimo Bubola)
10. Via del campo – 2:30 (testo: Fabrizio De André – musica: Enzo Jannacci)
11. Avventura a Durango (Romance in Durango) – 4:51 (testo e musica originali di Bob Dylan e Jacques Levy, traduzione e adattamento di Fabrizio De André e Massimo Bubola)
12. Bocca di Rosa – 4:40
13. Volta la carta – 4:02 (Fabrizio De André e Massimo Bubola)
14. Il pescatore – 4:16 (testo: Fabrizio De André – musica: Gian Piero Reverberi e Franco Zauli)

## Produzione
Il 17 ottobre 2019 il gruppo Sony Music Italy ha annunciato il ritrovamento delle intere registrazioni del concerto del 3 gennaio 1979.
I filmati erano stati realizzati e custoditi dal regista genovese Piero Frattari il quale è stato contattato dalla stessa Sony Music, ed entrambi si sono accordati per il completo restauro della pellicola.
L'audio è stato restaurato e rimasterizzato in multicanale 5.1.
Sul recupero dei nastri ha commentato Piero Frattari:
(Piero Frattari)
A riprendere l’intero concerto furono i tele-cineoperatori dell’emittente locale TVS (in video e in pellicola 16mm) Michele Saponaro, Franco Leo, Paolo Bistagnino e Andrea Barelli, mentre l'audio è stato ripreso dal fonico Roberto Paolessi.
In seguito, il 19 dicembre 2019 è stato confermato l'affidamento della regia a Walter Veltroni assistito dallo sceneggiatore Marco Panichella che ha reperito le fonti per la realizzazione del documentario tra luglio e fine gennaio del 2019.

### Riprese
Le riprese delle interviste e alcune immagini del documentario sono state effettuate dal 14 al 17 ottobre, tra Genova, Corsico, Alba e all'interno delle carrozze del trenino della ferrovia storica di Genova-Casella.

## Distribuzione
La prevendita dei biglietti è stata ufficializzata il 17 gennaio 2020.
Il film è stato proiettato in 370 sale cinematografiche il 17, 18 e 19 febbraio 2020. Successivamente è stata confermata una replica per 11 marzo 2020 ma il 9 marzo dello stesso anno è stato reso pubblico l'annullamento della proiezione, circa l'emergenza Coronavirus

## Accoglienza
La pellicola si è confermata prima al botteghino per tre giorni consecutivi, coinvolgendo 94.224 spettatori e incassando 1.055.315 euro.